# Limnellia anderssoni
Limnellia anderssoni är en tvåvingeart som beskrevs av Wayne N. Mathis 1978. Limnellia anderssoni ingår i släktet Limnellia och familjen vattenflugor.
Artens utbredningsområde är Kalifornien. Inga underarter finns listade i Catalogue of Life.